# لوئیستا (ویرجینیا)
لوئیستا (به انگلیسی: Lewisetta) یک منطقهٔ مسکونی در ایالات متحده آمریکا است که در شهرستان نورث‌آمبرلند، ویرجینیا واقع شده‌است.